# Microserica corporaali
Microserica corporaali är en skalbaggsart som beskrevs av Moser 1917. Microserica corporaali ingår i släktet Microserica och familjen Melolonthidae. Inga underarter finns listade i Catalogue of Life.